# Langues chaga
Cet article concerne la langue chaga. Pour le peuple chaga, voir Chagas (peuple). Pour le champignon connu sous le nom vernaculaire de chaga, voir Inonotus obliquus.
Le chaga (ou kichagga) est une langue bantoue ou un continuum linguistique de langues interintelligibles parlées par les Chagas de Tanzanie, au sud du Kilimandjaro.

## Sources
- (fr) Philippson, Gérard, Gens des bananeraies. Contribution linguistique à l'histoire culturelle des Chaga du Kilimandjaro, « cahier » n° 16, Paris,Éditions Recherche sur les Civilisations, 1984,  (ISBN 2-86538-094-7)